# Организация Гелена
Организация Гелена (нем. Organisation Gehlen) — разведывательная организация в Германии, позже преобразованная в Федеральную разведывательную службу Германии.

## История
В момент разгрома нацистского режима в Германии генерал-лейтенанту Рейнхарду Гелену (нем. Reinhard Gehlen) удалось спасти свой архив в баварских горах. Незадолго до того, как Красная армия начала штурм Берлина, Гелен и группа офицеров отдела «Иностранные армии Востока» Генерального штаба уже находились на пути в так называемую Альпийскую крепость. В Верхней Баварии вблизи озера Шпитцингзее они решили дождаться прихода американцев. 20 мая 1945 года, через 12 дней после капитуляции вермахта, команда военной полиции США добралась до Альма. Примерно через полтора месяца Рейнхарду Гелену удалось встретиться с руководителем разведки в американской зоне оккупации бригадным генералом Эдвином Сибертом.
Получив первое впечатление о том объёме информации, которой располагал Гелен, американцы вывезли его в Вашингтон. В 1946 году его перевели в центр допросов Форт-Хант в Вирджинии. В июле 1946 года Рейнхард Гелен вернулся в Германию и близ Оберурзеля собрал своих бывших подчиненных, служивших в отделе «Иностранные армии Востока». В конце года между Геленом и американской военной разведкой была достигнута договоренность о сотрудничестве.
1. Созданная германская разведывательная организация будет заниматься разведкой на Востоке.
2. Организация будет работать вместе с американскими сотрудниками.
3. Организация будет работать под германским руководством, которое получает задания от США, до тех пор пока в Германии не существует правительства.
4. Организация финансируется США. За это организация передает все полученные разведывательные сведения американцам.
5. Как только будет создано суверенное германское правительство, это правительство должно принять решение, будет продолжена работа или нет.
6. Если организация когда-либо окажется в ситуации, когда интересы Германии и США разойдутся, организация имеет право представлять германские интересы.

За первый год американцы выплатили 50 сотрудникам 3,4 миллиона долларов США. В апреле 1953 года началась передача «Организации Гелена» под юрисдикцию правительства Германии. В 1950-х годах в ГДР было объявлено об успешном аресте в результате масштабной операции более тысячи западногерманских шпионов. Одним из них был Карл Лауренц и его любовница Элли Барцатис. Обвиняемые были приговорены к смертной казни за подстрекательство к войне и бойкоту ГДР в соответствии со статьёй 6 Конституции ГДР. Приговоры были приведены в исполнение 23 ноября 1955 года в следственном изоляторе Дрездена гильотинированием, останки были кремированы. 1 апреля 1956 года организация была преобразована в Федеральную разведывательную службу Германии.